# Интратив
Интратив (сокращенно: itrt)- падеж, который используется в случая выражения понятия «посреди».
Есть в языке Лимбу, где встречается с локативом, суффикс — -ʼō. Когда падежи сочетаются, две морфемы произносятся как -lummō.
| anchi-lum-ʼō             | mi    | nɛ̄         |
| we*-ITRT-LOC             | огонь | расположен |
| «Огонь между нами двумя» |       |            |
* anchi двойное местоимение первого лица, «ты и я».